# Call for the Dead
Call for the Dead (Brasil: O Morto ao Telefone / Portugal: Chamada para a Morte) é o primeiro romance de John le Carré, publicado em 1961. Ele introduz George Smiley, o mais famoso dos seus personagens recorrentes. A história versa sobre espiões da Alemanha Oriental que atuam na Grã-Bretanha. O autor apresenta uma versão fictícia dos serviços secretos britânicos baseada no MI6, o Departamento de Inteligência do Serviço Secreto Britânico, que recebe o codinome de "Circus", devido à sua localização na rotatória Cambridge Circus na cidade de Londres.

## Enredo
Depois de uma verificação rotineira de segurança feita por George Smiley, o funcionário público que trabalhava no Ministério do Exterior Samuel Fennan aparentemente se suicida. Quando Smiley descobre que o chefe do "Circus", Maston, está tentando culpá-lo pela morte de Samuel Fenna, ele inicia a sua própria investigação. Ele tem um encontro com a viúva de Fennan para descobrir o que teria levado ele ao suicídio. Mas no mesmo dia em que o Smiley recebe a ordem de se afastar da investigação, ele recebe uma carta urgente do homem morto. Os alemães do leste e seus agentes, aparentemente sabem mais sobre a morte desse homem do que o pessoal alocado no "Circus".

## Adaptação Cinematográfica
O romance foi adaptado ao cinema com o nome The Deadly Affair (1966). A direção ficou a cargo de Sidney Lumet e protagonizado por James Mason como Charles Dobbs, (e não George Smiley, porque John le Carré vendeu os direitos de usar o nome "George Smiley" em conjunto com os direitos de O Espião Que Saiu do Frio), Harry Andrews como Mendel, Simone Signoret como Elsa Fennan e Maximilian Schell como Dieter Frey.